# Cattedrale di Porto
La cattedrale di Porto (o Sé do Porto) è la chiesa cattolica maggiore di Porto e cattedrale della diocesi di Porto. Costruita come chiesa-fortezza a partire dal XII secolo, presenta una struttura originale in stile romanico rimaneggiata tra XVII e XVIII secolo.

Cattedrale di Porto - Sé do Porto
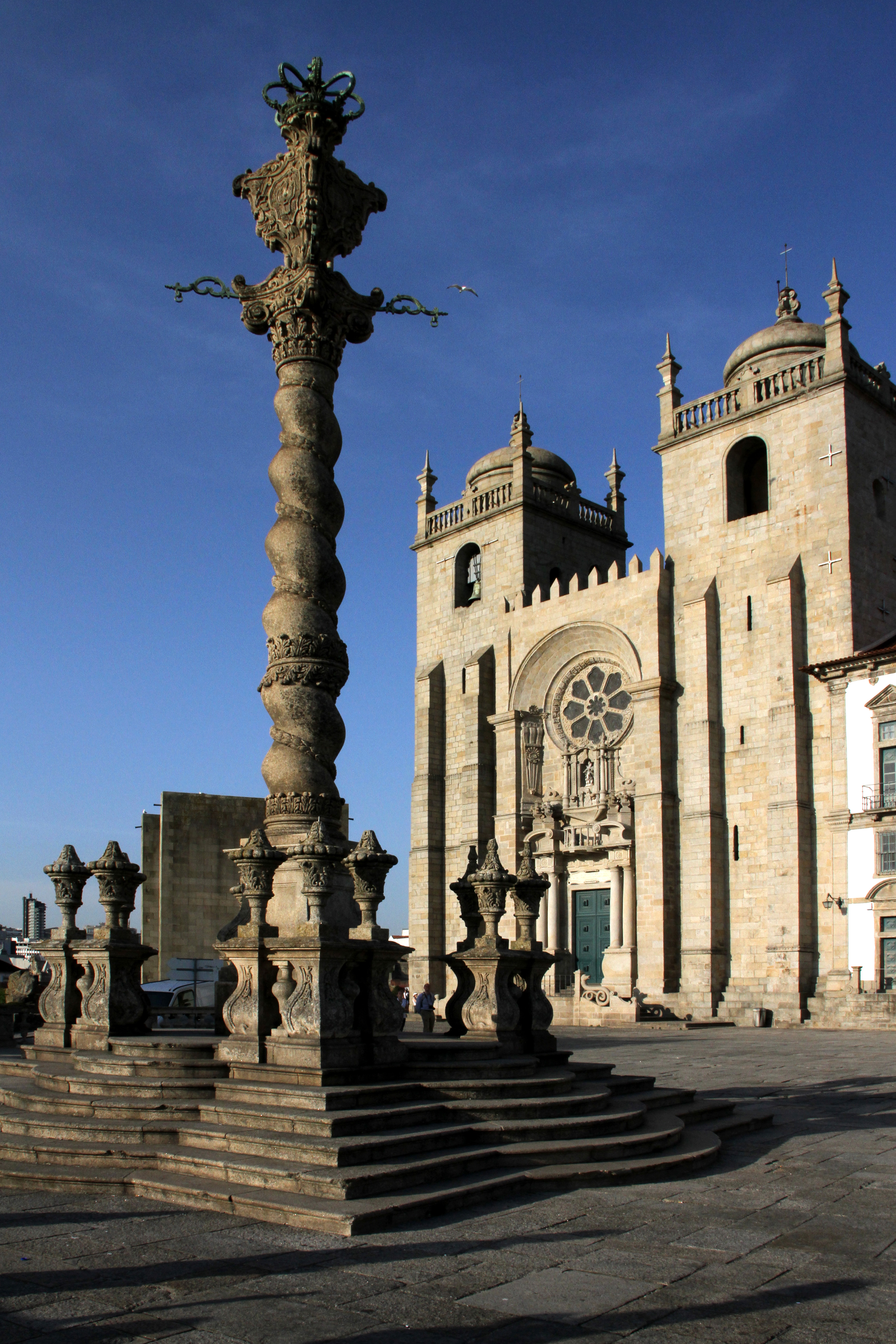
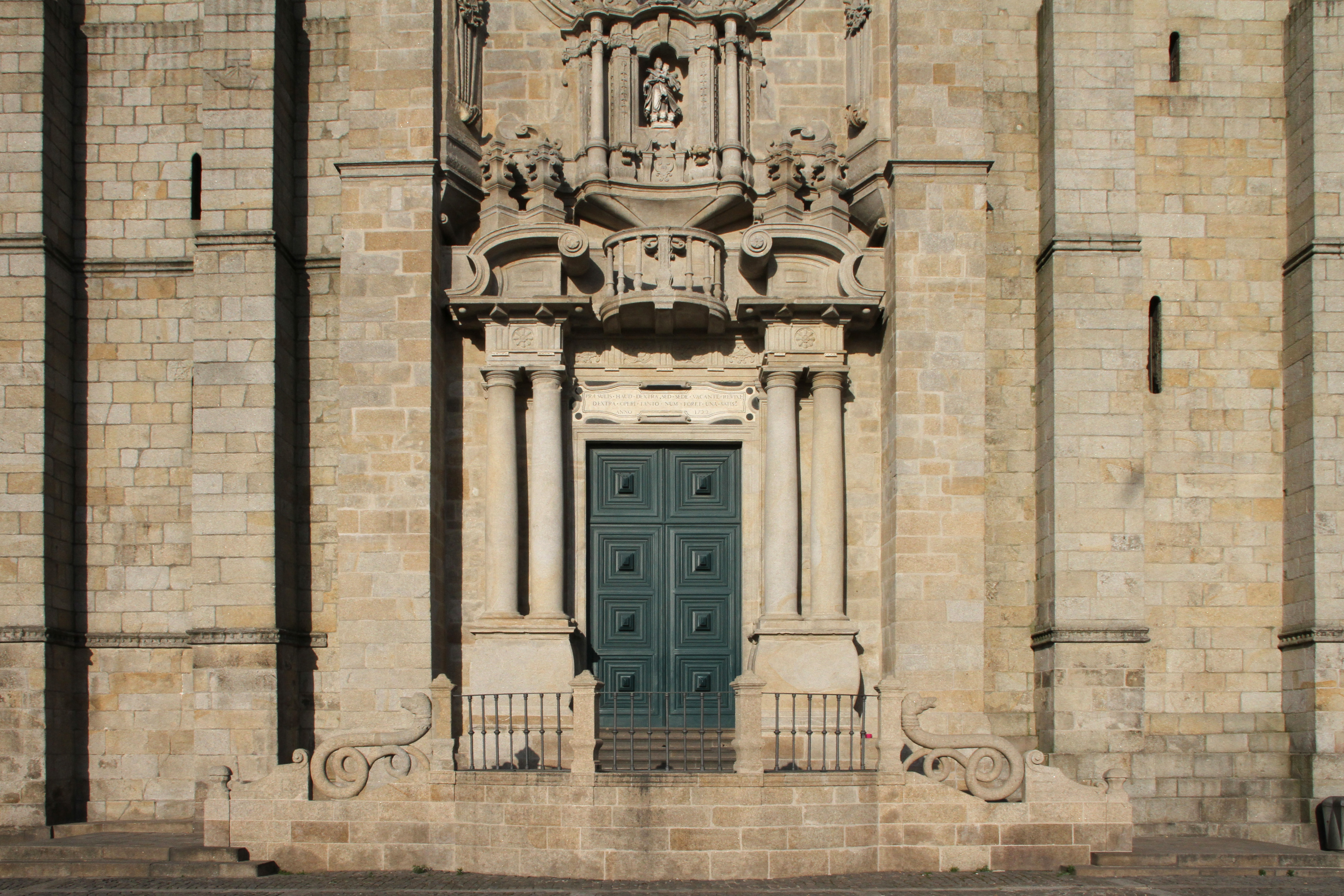
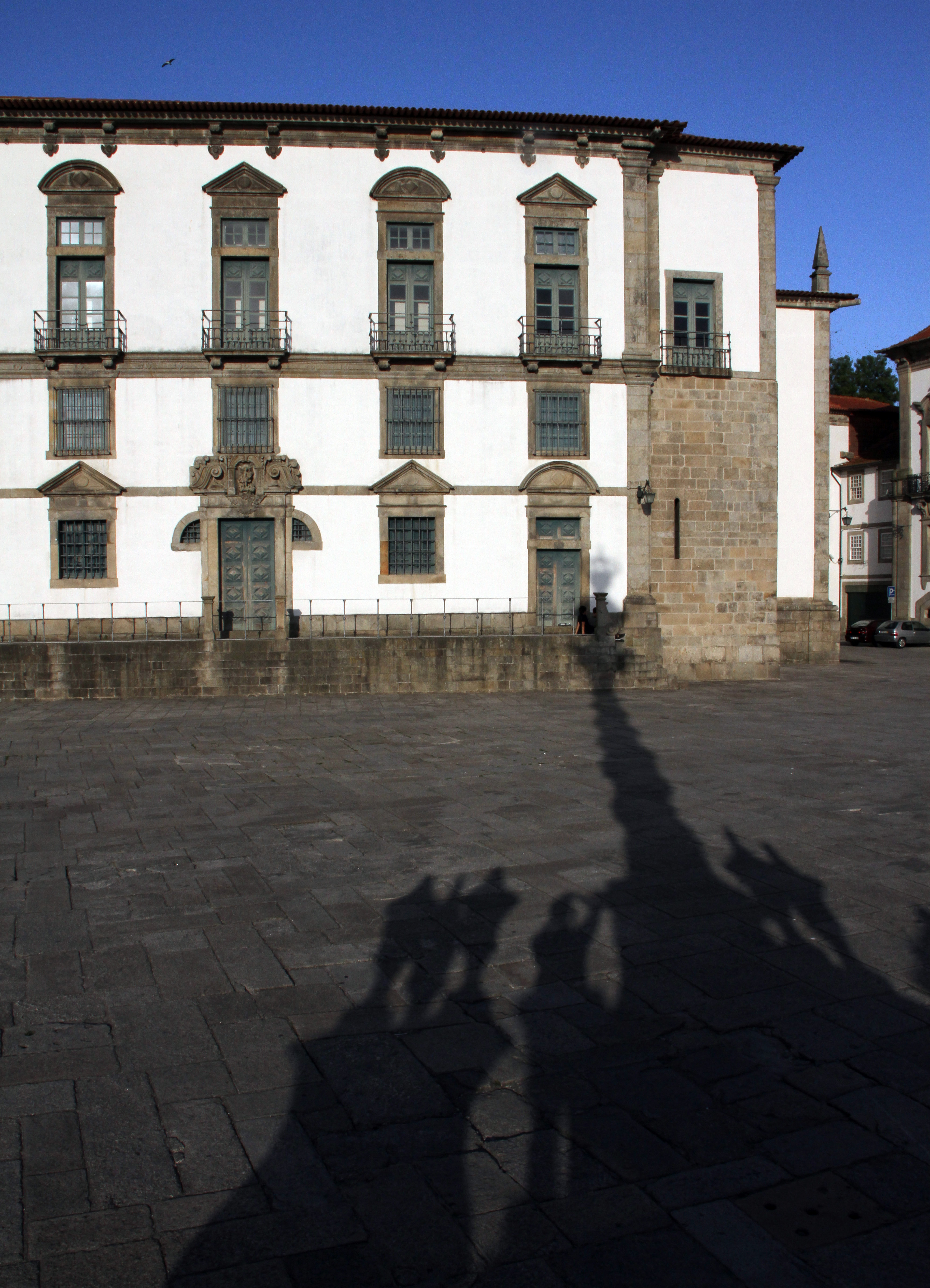
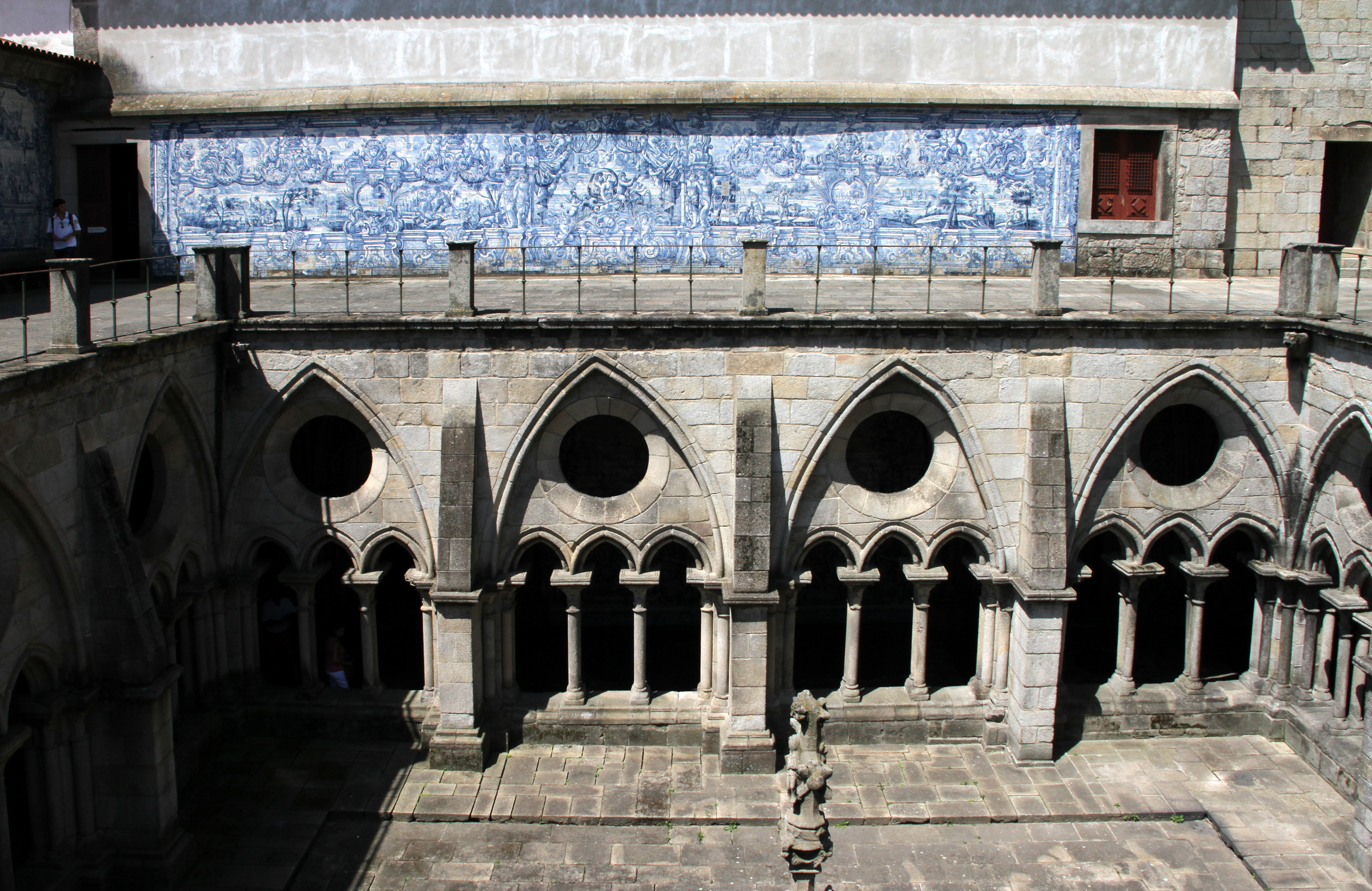
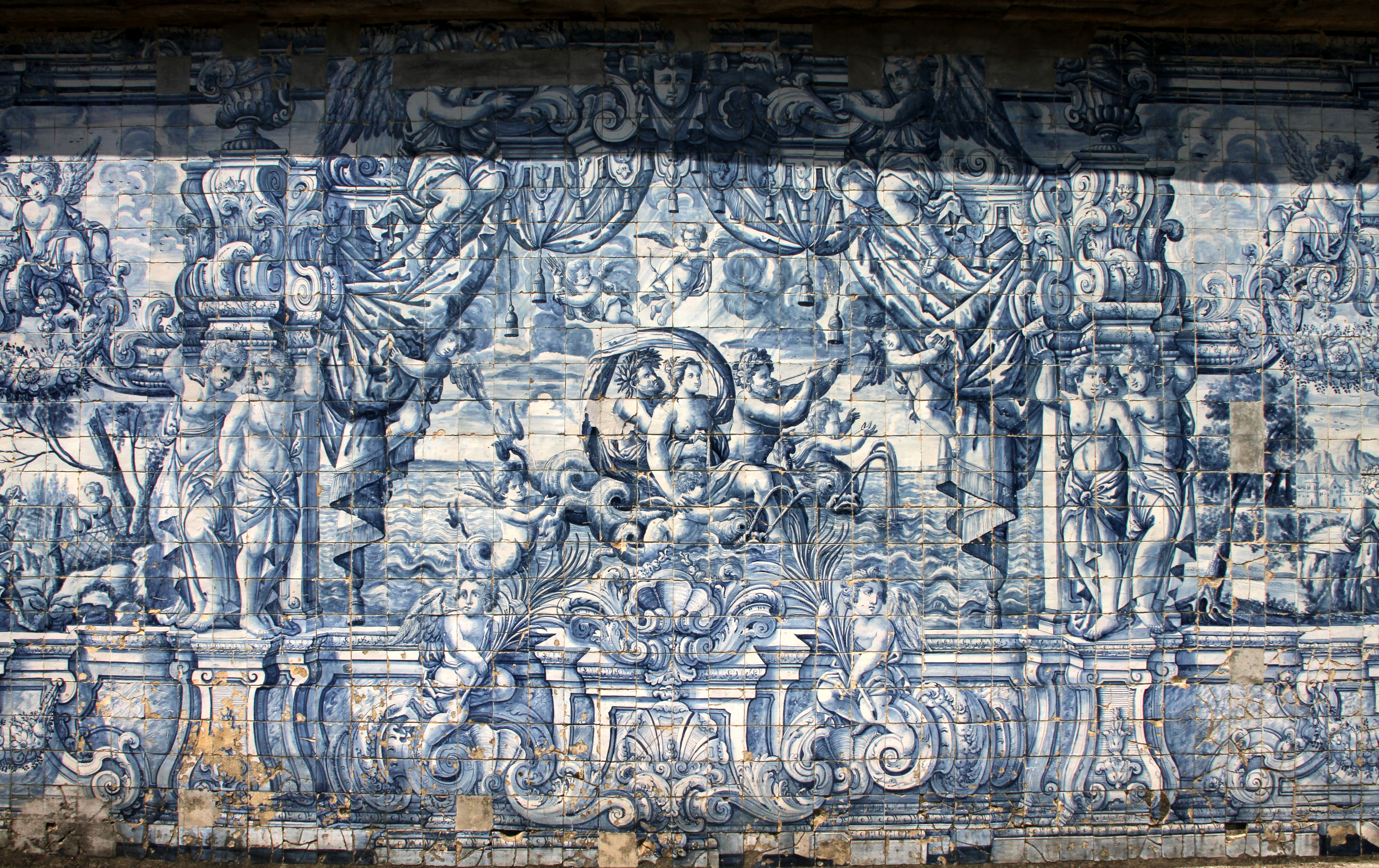
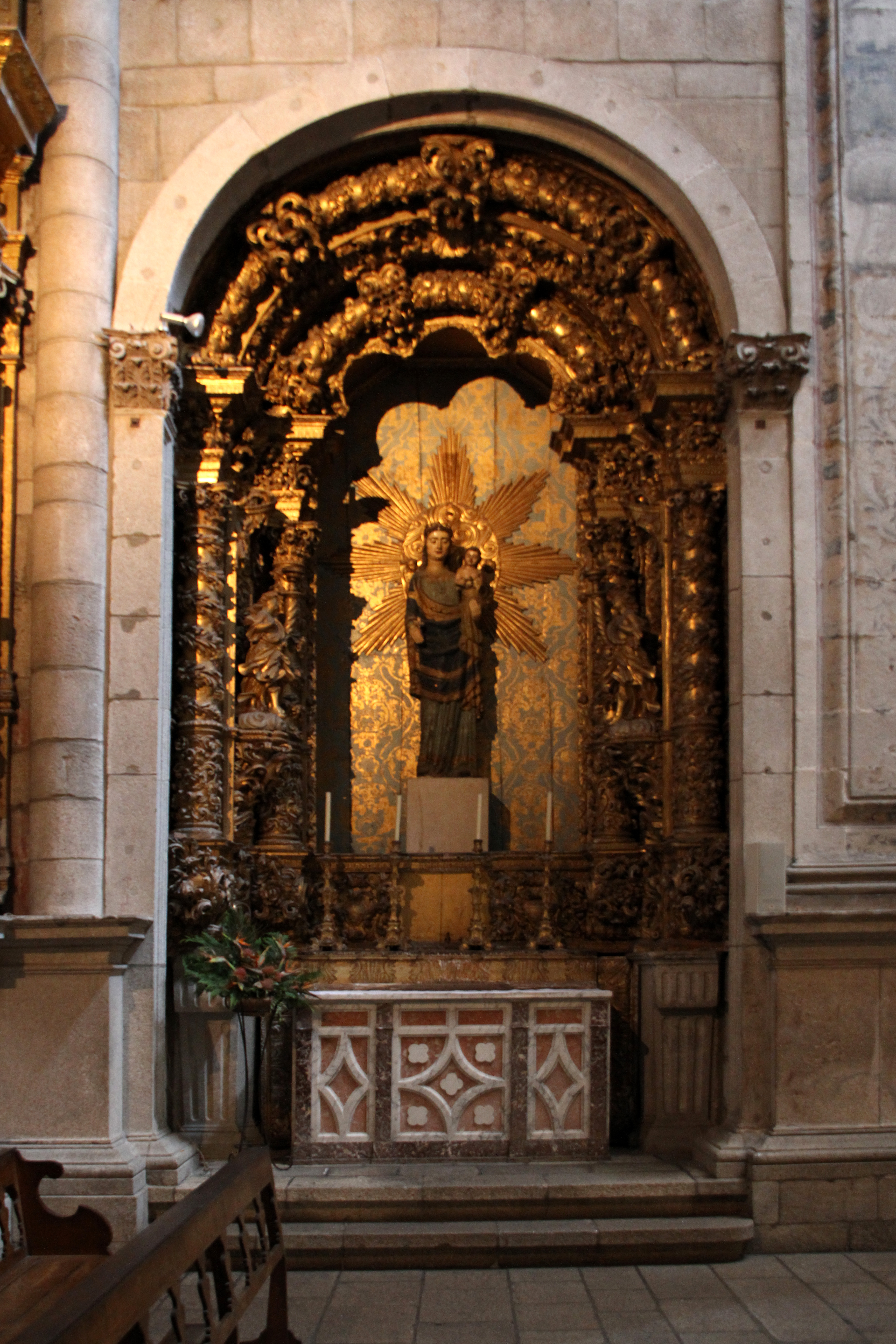
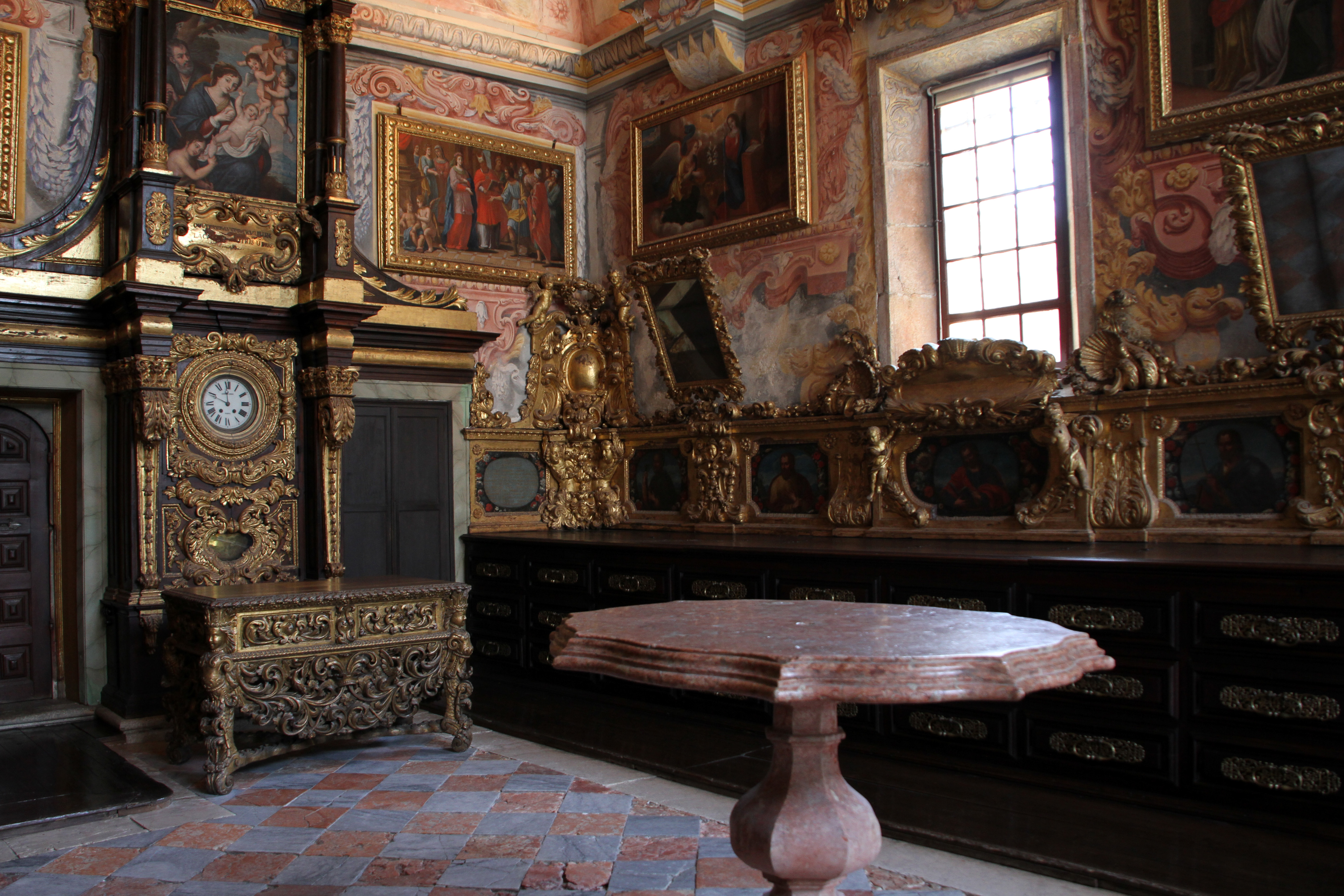
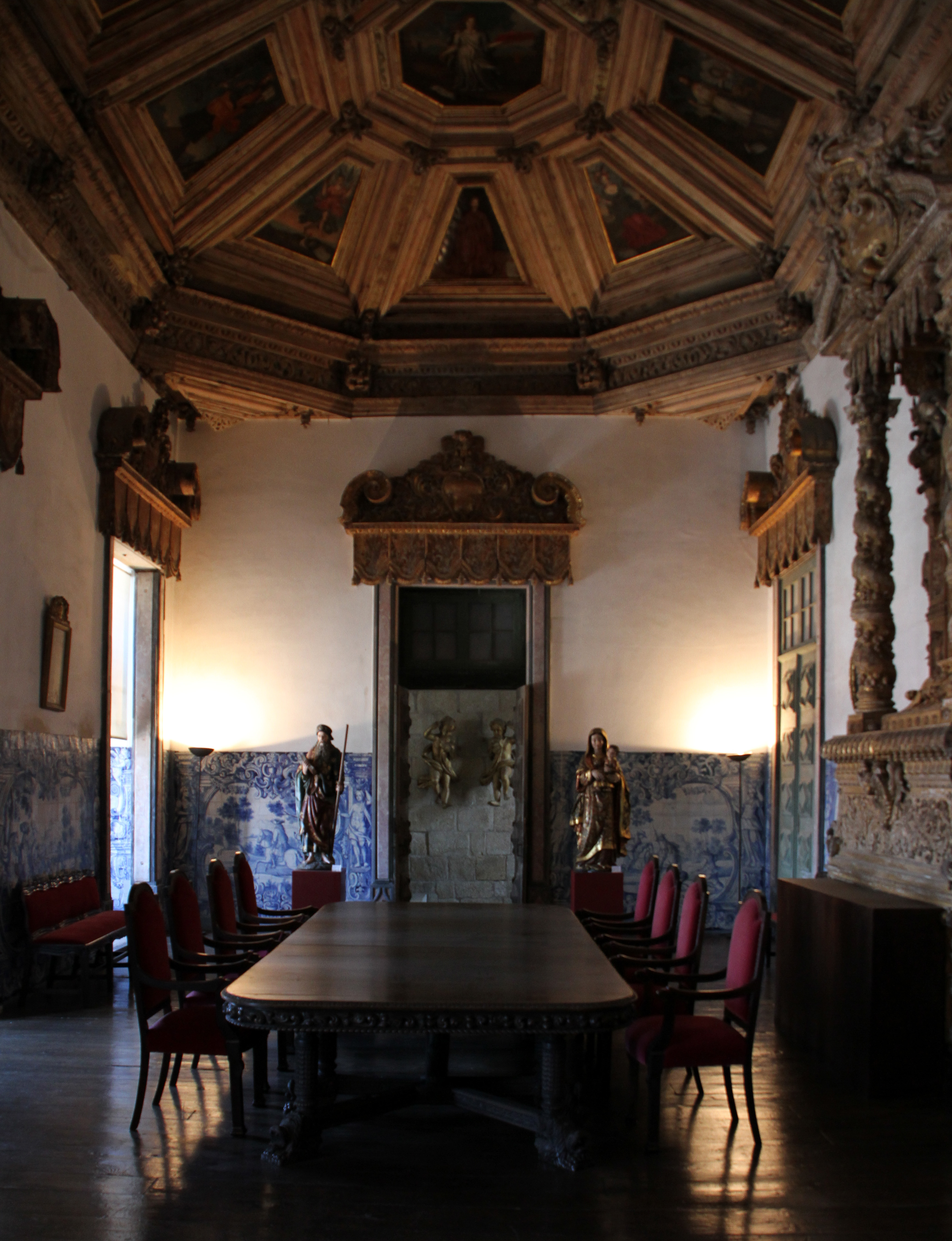